# 1-й корпус резервной кавалерии (Великая армия)
1-й корпус резервной кавалерии Великой Армии (фр. 1er corps de réserve de cavalerie de la Grande Armée) — оперативно-тактическое объединение армии Наполеона. Первый раз корпус был образован 13 декабря 1806 года, когда Император разделил всю резервную кавалерию между принцем Мюратом и маршалом Бессьером для действий по разным направлениям. Однако уже через месяц все кавалерийские дивизии вновь объединились под началом Мюрата, а Бессьер вернулся к командованию гвардией.
Повторно образован 9 января 1812 года в составе кавалерийского резерва Великой Армии, и сражался вплоть до отречения Наполеона.

## Командование корпуса

### Командующие корпусом
- принц Иоахим Мюрат (13 декабря 1806 – 12 января 1807)
- дивизионный генерал Этьен Нансути (9 января 1812 – 6 февраля 1813)
- дивизионный генерал Виктор Латур-Мобур (6 февраля 1813 – 16 октября 1813)
  - дивизионный генерал Антуан Сен-Жермен (31 марта 1813 – 4 апреля 1813)
- дивизионный генерал Жан-Пьер Думерк (16 октября 1813 – 12 мая 1814)

### Начальники штаба корпуса
- дивизионный генерал Огюстен Бельяр (13 декабря 1806 – 12 января 1807)
- полковник штаба Адриан Тома де Сент-Анри (18 января 1812 – 17 марта 1813)
- полковник штаба Антуан Шапель де Жюмильяк (17 марта 1813 – 18 августа 1813)
- полковник штаба Пьер Матьё (6 сентября 1813 – 12 мая 1814)

## Состав корпуса
- штаб корпуса (фр. état-major de la corps)

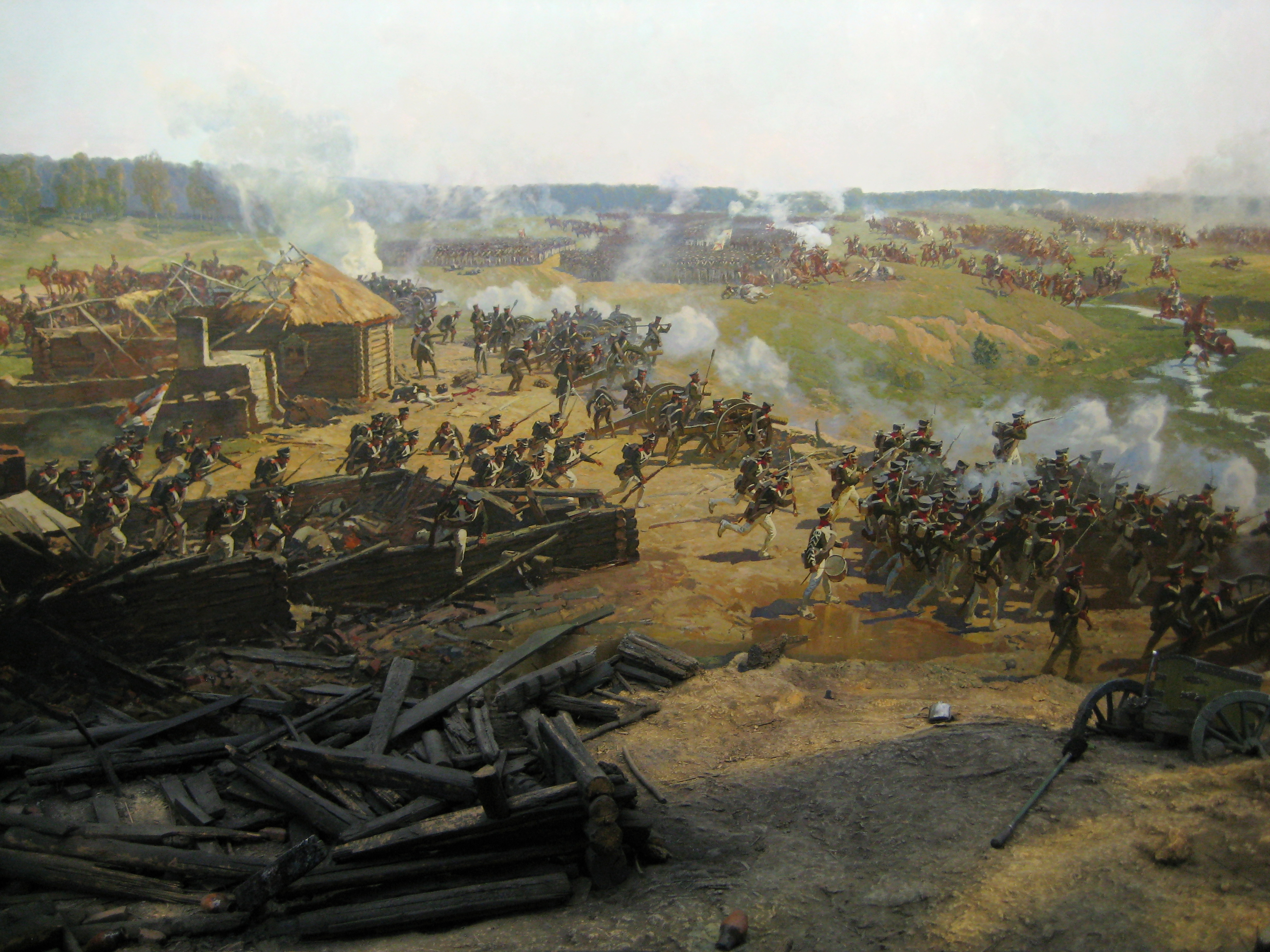
Кирасиры Нансути атакуют русские каре при Бородино.

- 1-я дивизия тяжёлой кавалерии (фр. 1er division de grosse cavalerie)

в составе корпуса с 13 декабря 1806 года по 12 мая 1814 года
- 1-я драгунская дивизия (фр. 1er division de dragons)

в составе корпуса с 13 декабря 1806 года по 12 января 1807 года
- 3-я драгунская дивизия (фр. 3e division de dragons)

в составе корпуса с 13 декабря 1806 года по 12 января 1807 года
- 1-я дивизия лёгкой кавалерии (фр. 1er division de cavalerie légère)

в составе корпуса с 9 января 1812 года по 12 мая 1814 года
- 5-я дивизия тяжёлой кавалерии (фр. 5e division de grosse cavalerie)

в составе корпуса с 9 января 1812 года по 6 февраля 1813 года
- 3-я дивизия тяжёлой кавалерии (фр. 3e division de grosse cavalerie)

в составе корпуса с 21 января 1813 года по 19 февраля 1814 года
- 3-я дивизия лёгкой кавалерии (фр. 3e division de cavalerie légère)

в составе корпуса с 6 февраля 1813 года по 19 февраля 1814 года
- артиллерия корпуса (фр. artillerie de la corps)